# Владислав I Локетек
Владисла́в I Локе́тек (пол. Władysław I Łokietek, між 3 березня 1260 і 19 січня 1261 — 2 березня 1333 ) — князь Брест-Куявський (з 1275), польський король з династії П'ястів (з 1320). 
Батько короля Казимира ІІІ. 
Онук української княжни Агафії Святославни, доньки Волинського князя Святослава Ігоровича.

## Біографія
Син Куявського, Ленчицького та Серадзького князя Казимира та його третьої дружини — княжни Евфросини Опольської.
У 1288 році став князем Серадзьким, у 1289 — князем Сандомирським (1289-1292).
Приблизно у 1293 році Владислав Локетек одружився з Ядвіґою Калішською (бл. 1266/1270 — 1339), дочкою князя Болеслава Великопольського й Іоланти Угорської (бл. 1235-1298). У них було шестеро дітей.
У 1292-1300 роках визнавав себе васалом чеського короля Вацлава ІІ. Правління Владислава Локетека поклало початок політичному об'єднанню Польщі. При підтримці польського лицарства та частини міщан зумів об'єднати під своєю владою Малу Польщу, Помор'я і Великопольщу (1296).
У 1300 році король Чехії Вацлав ІІ вторгся до Польщі та став її королем (1300-1305). Владислав Локетек утік у вигнання за межі країни (1300—1304).
Після смерті Вацлава ІІ у 1305 році Локетек відновив свою владу над Куявією, Серадзом, Сандомиром, Ленчицею, а 1306 року після смерті Вацлава ІІІ (сина Вацлава ІІ) — і Краковом. Придушив повстання німецького бюргерства в Познані (1310) і Кракові (1311), яке виступало проти зміцнення королівської влади й об'єднання Польщі. У 1314 році приєднав до своїх володінь Великопольське князівство. 1320 року коронований у Кракові.
Однак у 1307-1309 роках не зміг завадити захопленню Бранденбургом і Тевтонським Орденом Східного Помор'я. Підтримував союзницькі зв'язки з володарями Русі Андрієм II та Левом II Юрійовичами. 
Зміцнивши становище всередині країни, замислився про набуття королівського титулу. На з'їзді, що відбувся в червні 1318 року в Сулеюві, шляхта написала відповідне прохання на ім'я Папи Римського. Влоцлавський єпископ Гервард відвіз його до Авіньйону, і на наступний рік Папа Іван XXII дав згоду на коронацію. Як компроміс із Люксембургами, які претендували на частину Великої Польщі, коронацію вирішили провести не в Гнєзні, а Кракові. 20 січня 1320 року у Вавельському соборі гнезненський архієпископ Яніслав поклав на чоло Владислава королівську корону. Цікаво, що через претензії Яна Люксембурзького на титул короля Польщі на міжнародній арені Владислава титулували «королем Кракова».
20 січня 1320 року в Кракові відбулася коронація не лише Владислава Локетка, але й королеви Ядвіґи. При цьому Ядвіґу коронували спеціально виготовленою короною королеви, і вона стала носити титул «totius Poloniae regina» (королева всієї Польщі).
Ведучи війни проти Бранденбургу (1316-1317 і 1326-1329) і Тевтонського ордену (1327-1332) уклав воєнний союз з Угорським королівством і Великим князівством Литовським. 1331 року розбив війська Ордену біля с. Пловців.
Помер 2 березня 1333 року в Кракові під час переговорів з Орденом про повернення Польщі Помор'я.

## Родина

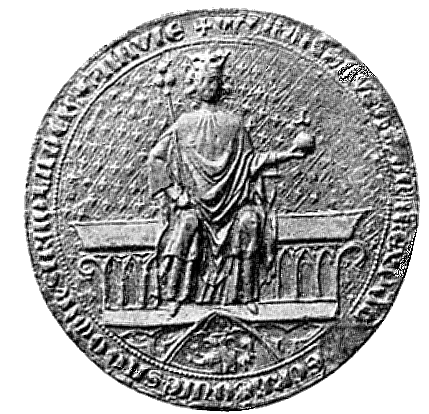
Печатка Владислава I Локетка

Дружина — Ядвіга Болеславівна (бл. 1266/1270 — 1339), дочка князя Болеслава Великопольського
Діти:
- Стефан (1296/1300 — 1306)
- Владислав (1296/1311 — 1312)
- Кунігунда (бл. 1298 — 1331). Перший чоловік з 1310 року князь Бернард Свидницький (1288/1291 — 1326), другий чоловік з 1328 року Рудольф I, герцог Саксен-Віттенберзький (1285-1356).
- Ельжбета (1305-1380), одружена з королем Карлом I Угорським (1288-1342).
- Казимир III (1310-1370), король Польщі (1333-1370).
- Ядвіга (пом. 1320/1322).

## Генеалогія
Владислав I Локетек веде свій родовід, у тому числі, й від великих князів Київських Володимира Святославича, Ярослава Мудрого.

## Цікаві факти
Владислав Локетек є Польським королем, коронований у найстаршому віці — 59 років.
Прізвисько «Локетек» (тобто «Ліктик») Владислав отримав ще за життя. В іноземних джерелах воно фігурувало у повній формі «Лікоть». Прийнято вважати, що його прозвали так через невисокий зріст — по лікоть.